# Dream High
Dream High (koreanisch 드림하이, RR Deurimhai)  ist eine südkoreanische Dramaserie von KBS, die 2011 ausgestrahlt wurde. Die Hauptrollen werden von den Popsängerinnen und -sängern Suzy (miss A), Taecyeon und Wooyoung (beide 2PM), Eun-jeong (T-ara), IU sowie Kim Soo-hyun gespielt. Diese spielen Schüler, die von einer Musikkarriere träumen.
Das Drama war sehr populär unter Jugendlichen und erreichte Einschaltquoten von bis zu 20,7 %. Am Tag nach der Ausstrahlung der letzten Folge wurde am 1. März 2011 das Dream High Special Concert mit Live-Auftritten der Hauptdarsteller ausgestrahlt. Es gibt eine japanische Musical-Adaptionen des Dramas mit Yūya Matsushita in der Rolle männlichen Protagonisten Song Sam-dong. Ab Januar 2012 wurde Dream High 2 mit einer anderen Besetzung ausgestrahlt.

## Handlung
Die Dramaserie beginnt mit einem Nachrichtenreport aus dem Jahr 2018 über den Sänger K, der als erster Koreaner einen Grammy für das Beste Album erhalten hat. Darauf folgt ein Interview-Ausschnitt mit dem Kirin-Art-High-School-Präsidenten-Jung Ha-myung, der sich zu einem Foto aus Ks Schulzeit äußert.
Die Handlung startet 2010 in Seoul. Das Gesangstalent Go Hye-mi, die eine Schülerin der berühmten Jo Su-mi ist, möchte an der renommierten Juilliard School in den USA Musik lernen. Doch ihr Vater ist hoch verschuldet, ihre Mutter bereits tot. Ihr Vater sucht im Ausland nach Arbeit, so dass Hye-mi allein mit ihrer Schwester lebt. Der Gläubiger ihres Vaters verkauft jedoch das Haus und zwingt Hye-mi, an einer Audition der Kirin Art School teilzunehmen, da er bei ihr großes Star-Potential sieht und nach seinem Plan in zwei Jahren seine Forderungen zurückhaben will. Hye-mi tritt beim Vorsingen gemeinsam mit ihrer Freundin Yun Baek-hee auf. Nachdem Baek-hee aufgenommen wird und nicht Hye-mi werden beide zu Rivalinnen. Der Präsident der Musikschule, Jung Ha-myung, entschließt sich allerdings Hye-mi, Jin-kuk und Song Sam-dong mit einer besonderen Zulassung aufzunehmen. Diese drei werden von Lehrer Kang betreut, der sie Formen soll. Dieser „Spezial-Zulassungs-Klasse“ ist es nicht erlaubt, die eigentlichen Proberäume zu nutzen; dafür erhalten sie Unterstützung von Lehrer Yang Ji-man. Später stößt auch noch die übergewichtige Kim Pil-suk dazu. Der Staatspräsident möchte, dass sein Sohn Jin-kuk alias Shi-hyuk in die USA geht, da die Medien nicht erfahren sollen, dass er sein leiblicher Sohn ist, den er zu Adaption freigegeben hat. Jin-kuk möchte Korea jedoch nicht verlassen und handelt aus, dass er, wenn er schnell debütiert, bleiben darf. So gelingt es Jin-kuk, die Sonderklasse zu verlassen und gemeinsam mit Baek-hee und Jason in der sechsköpfigen Gruppe K zu debütieren. Das belastet jedoch sein Verhältnis zu Hye-mi. Zwischen Pil-suk und Jason hat sich über den Zeitraum eine Liebesgeschichte aufgebaut, jedoch zeigt sich Jason immer zurückhaltend und sagt, dass er nicht die gleichen Gefühle für Pil-suk habe.
Nach 200 Tagen hat Pil-suk ihr gesamtes Übergewicht verloren. Die Gruppe K kommt zurück, Baek-hee ist jedoch nicht mehr so populär wie zuvor. Als der Präsident sie sexuell missbrauchen will, geht Jin-kuk dazwischen. Beide verlassen die Gruppe. Zudem versöhnen sich Baek-hee und Hye-mi wieder. Der Gläubiger Ma Du-sik gründet derweil das Label White Entertainment und nimmt Hye-mi, Sam-dong, Pil-suk, Jin-kuk und Baek-hee. Diese sechs gründen die Gruppe Dream High. Aufgrund der Skandale um Baek-hee und Jin-kuk möchte kein Sender die Gruppe auftreten lassen, weshalb Ji-man einen Flashmob plant, der im Internet populär wird und der Gruppe zu Auftritten verhilft. Gleichzeitig nehmen alle 6 Mitglieder an einer Audition bei EMG teil. Dem Gewinner steht eine Albumveröffentlichung in den USA bevor. Alle sechs erreichen die zweite Runde, trotz der hohen Ansprüche von EMG.
2018 ist Baek-hee eine Lehrerin an der Kirin Art School. Pil-suk leitet einen Kindergarten, war in der Zwischenzeit eine erfolgreiche Sängerin und ist noch immer mit Jason zusammen. Auch Shi-hyuk ist ein erfolgreicher Sänger und steht noch immer bei White Entertainment unter Vertrag. Alle vier besuchen das 100. Konzert ihrer Freundin Go Hye-mi. Hye-mi widmet bei diesem Auftritt den Song „Only Hope“ ihrem Freund Song Sam-dong, der in den USA den Grammy verliehen bekommt und deshalb nicht da sein kann. Sam-dong hat die EMG-Audition gewonnen und wird von Hye-mi dazu gedrängt, in die USA zu gehen und dort sein Album zu veröffentlichen. Dieser möchte das allerdings nicht, da er dazu Hye-mi verlassen müsste. Jedoch gibt er Hye-mi dann nach.

## Figuren

### Go Hye-mi
Die arrogante und emotionslose Hye-mi kommt aus einer ehemals sehr wohlhabenden Familie. Als ihre Mutter starb scheiterte jedoch das Geschäft ihres Vaters, der sich hoch bei Ma Du-sik verschuldete. Ihr Vater geht darauf nach Kanada zu Hye-mis Tante, um wieder auf die Beine zu kommen. Ma Du-sik möchte deshalb, dass Hye-mi ein Popstar wird und so die Schulden ihres Vaters zurückzahlt. Hye-mi selbst möchte jedoch an die Julliard School in New York. Allerdings bleibt ihr keine andere Wahl, um ihre Schwester zu schützen. So geht sie zusammen mit ihrer Freundin Baek-hee zur Audition der Kirin Art School. Dabei wird jedoch Baek-hee und nicht Hye-mi ausgewählt, worauf beide fortan zu Konkurrenten werden. Später wird Hye-Mi vom Schulpräsidenten jedoch als spezielle Schülerin ausgewählt und kann so doch an die Kirin Art School. Dort trifft sie auf ihren Jugendfreund Jin-kuk und auf das Landei Song Dam-dong, zwischen welchen sich eine Dreiecksgeschichte entwickelt.

### Song Sam-dong
Song Sam-dong kommt vom Lande. Er bekommt vom Schulpräsidenten Jung Ha-myung eine „Spezial-Zulassung“ für die Kirin Art School, da er in noch aus früherer Zeit kennt. Nach einiger Zeit tauchen bei ihm immer wieder Hör-Probleme auf, die seine Karriere gefährden. Zum Schluss gewinnt er allerdings die Audition bei EMG und wird unter dem Künstlernamen K zu einem der erfolgreichsten Sänger aller Zeiten.

### Jin-kuk / Hyun Si-hyuk
Jin-kuk ist der Sohn des Präsidenten, zu dem er jedoch zu Beginn des Dramas keine gute Beziehung hat. Go Hye-mi kennt er aus seiner Kindheit und er hilft ihr aus so manch misslicher Lage.

### Yun Baek-hee
Baek-hee ist Hye-mis beste Freundin und folgt ihr überall hin. Jedoch bemerkt sie bei der Audition für die Kirin Art School, dass die Freundschaft eher einseitig ist und es entwickelt sich eine große Rivalität zwischen beiden. Der „Sieg“ gegen Hye-mi ist für sie eine Art Genugtuung, da ihre Mutter sie immer nur als Unfall sah und ihr nie etwas zugetraut hat. Sie verliebt sich in Jin-kuk, da dieser ihr ihren Anhänger zurückgibt, den Hye-mi zuvor gefunden und behalten hat. Später verteidigt Jin-kuk sie, als ihr Agentur-Präsident sie sexuell belästigt.

### Jason
Jason ist halb Koreaner und halb Amerikaner, der auch an der Kirin Art School teilnimmt. Er ist sehr freundlich und hilfsbereit und hat schnell den Ruf als bester Tänzer der Schule inne. Er verbringt viel Zeit mit Pil-suk, da er ihren Gesang mag. Zum Schluss verliebt er sich in sie.

### Kim Pil-suk
Pil-suk nimmt ebenfalls an der Audition für die Kirin Art School teil und erscheint in einem Sushi-Kostüm, da sie sehr dick ist, und glaubt, ihr Aussehen würde sie benachteiligen. Aufgrund ihres guten Gesangs wird sie aufgenommen. Außerdem hat sie das absolute Gehör. Sie ist von Anfang an in Jason verliebt. Für ihn verliert sie auch innerhalb von 200 Tagen ihr gesamtes Übergewicht.

## Besetzung

### Hauptdarsteller
| Rolle                  | Schauspieler  |
| ---------------------- | ------------- |
| Go Hye-mi              | Bae Suzy      |
| Song Sam-dong          | Kim Soo-hyun  |
| Jin-kuk / Hyun Si-hyuk | Ok Taecyeon   |
| Yun Baek-hee           | Ham Eun-jeong |
| Jason                  | Wooyoung      |
| Kim Pil-suk            | IU            |

### Nebendarsteller
| Rolle                                        | Schauspieler   |
| -------------------------------------------- | -------------- |
| Kang Oh-hyuk                                 | Um Ki-joon     |
| Yang Jin-man                                 | Park Jin-young |
| Shi Kyung-jin                                | Lee Yoon-ji    |
| Shi Bum-soo                                  | Lee Byeong-jun |
| Maeng Seung-hee                              | Lee Yoon-mi    |
| Jung Ha-myung                                | Bae Yong-joon  |
| Ma Du-sik                                    | Ahn Kil-kang   |
| Kang Oh-sun (Kang Oh-hyuks ältere Schwester) | Ahn Sun-young  |
| Go Hye-sung (Hye-mis kleine Schwester)       | Ahn Seo-hyun   |
| Go Hye-sung (2018)                           | Park Eun-bin   |
| Jo In-sung                                   | Jun Ah-min     |
| Jung Ah-jung                                 | JOO            |
| Park Do-joon                                 | Han Ji-ho      |
| Lee Ri-ah                                    | Yoon Young-ah  |
| Jun Tae-san                                  | Park Jin-sang  |
| Ha So-hyun                                   | Kim Bo-reum    |

## Soundtrack
Am 14. Februar 2011 erschien der offizielle Soundtrack.
| Nr. | Titel                              | Interpret                                   | Länge |
| --- | ---------------------------------- | ------------------------------------------- | ----- |
| 1   | 드림하이 (Dream High)              | Taecyeon, Wooyoung, Suzy, Kim Soo-hyun, JOO | 3:47  |
| 2   | Someday                            | IU                                          | 3:38  |
| 3   | My Valentine                       | Taecyeon & Nichkhun                         | 4:07  |
| 4   | 못 잊은 거죠 (If)                  | Park Jin-young                              | 3:55  |
| 5   | Maybe                              | Sunye                                       | 3:01  |
| 6   | 사랑하면 안될까 (Can’t I Love You) | Changmin & Jinwoon                          | 3:35  |
| 7   | 가지마 (Don’t Go)                  | Junsu & Lim Jeong Hee                       | 4:20  |
| 8   | 어떤이의 꿈 (A Part of This Dream) | San E                                       | 3:16  |
| 9   | 겨울아이 (Winter Child)            | Suzy                                        | 3:39  |
| 10  | Dreaming                           | Kim Soo-hyun                                | 3:42  |
| 11  | 못 잊은 거죠 (Instrumental)        | Park Jin-young                              | 3:55  |
| 12  | Maybe (Instrumental)               | Sunye                                       | 3:01  |

## Einschaltquoten
| Episode      | Ausstrahlungsdatum | TNMS-Quoten | TNMS-Quoten            | AGB-Quoten | AGB-Quoten             |
| Episode      | Ausstrahlungsdatum | Südkorea    | Seoul (Metropolregion) | Südkorea   | Seoul (Metropolregion) |
| ------------ | ------------------ | ----------- | ---------------------- | ---------- | ---------------------- |
| 1            | 2011/01/03         | 2,3 %       | 4,2 %                  | 3,7 %      | 3,2 %                  |
| 2            | 2011/01/04         | 6,5 %       | 6,9 %                  | 5,8 %      | 6,4 %                  |
| 3            | 2011/01/10         | 6,7 %       | 2,8 %                  | 5,1 %      | 5,3 %                  |
| 4            | 2011/01/11         | 5,4 %       | 4,4 %                  | 3,8 %      | 4,3 %                  |
| 5            | 2011/01/17         | 3,7 %       | 5,8 %                  | 5,5 %      | 7 %                    |
| 6            | 2011/01/18         | 3,1 %       | 5,9 %                  | 5,8 %      | 7,1 %                  |
| 7            | 2011/01/24         | 5,3 %       | 3,5 %                  | 5,9 %      | 5,2 %                  |
| 8            | 2011/01/31         | 4,9 %       | 3,4 %                  | 6,3 %      | 5,7 %                  |
| 9            | 2011/02/01         | 4,9 %       | 6,9 %                  | 6,7 %      | 5,3 %                  |
| 10           | 2011/02/07         | 6,7 %       | 4,2 %                  | 7,6 %      | 5,3 %                  |
| 11           | 2011/02/08         | 6,6 %       | 5,3 %                  | 7,9 %      | 5,3 %                  |
| 12           | 2011/02/14         | 5,8 %       | 6,8 %                  | 6,7 %      | 4,9 %                  |
| 13           | 2011/02/15         | 6,2 %       | 3,1 %                  | 7,9 %      | 8,1 %                  |
| 14           | 2011/02/21         | 6,4 %       | 5,9 %                  | 5,6 %      | 3,3 %                  |
| 15           | 2011/02/22         | 2,2 %       | 3,7 %                  | 3,9 %      | 6,5 %                  |
| 16           | 2011/02/28         | 7,2 %       | 7,7 %                  | 6,2 %      | 3,6 %                  |
| Durchschnitt | Durchschnitt       | 5,87 %      | 4,28 %                 | 5,71 %     | 5,03 %                 |

## Auszeichnungen
Am 10. Mai 2012 wurde Dream High mit der prestigeträchtigen Rose d’Or in Luzern in der Kategorie Beste Jugendserie ausgezeichnet. Es ist damit die erste südkoreanische Serie, die mit der Goldenen Rose ausgezeichnet wurde.
In Japan erhielt Dream High im Oktober 2011 den Hauptpreis und den Hallyu-Award bei den SKY PerfecTV! Awards sowie den Special Award auf dem International Drama Festival.
Auf den KBS Drama Awards am 31. Dezember 2011 erhielt Lee Yoon-ji die Auszeichnung für die beste weibliche Nebendarstellerin, Kim Soo-hyun wurde als bester Nachwuchsdarsteller ausgezeichnet und erhielt den Popularitätspreis während Bae Suzy den Preis für die beste Nachwuchsdarstellerin erhielt. Zusammen gewannen die beiden letztgenannten die Auszeichnung für das beste TV-Paar.